# فرودگاه بین‌المللی انجامنا
فرودگاه بین‌المللی انجامنا (به انگلیسی: N'Djamena International Airport) یک فرودگاه نظامی و همگانی با کد یاتا NDJ است که یک باند فرود آسفالت دارد و طول باند آن ۲۸۰۰ متر است. این فرودگاه در شهر انجامنا کشور چاد قرار دارد و در ارتفاع ۲۹۵ متری از سطح دریا واقع شده‌است.

## شرکت‌های هواپیمایی و مقصدهای پروازی

### مسافری
| شرکت‌های هواپیمایی       | مقصدهای پروازی                    |
| ----------------------- | --------------------------------- |
| ایر ساحل عاج            | پورت بوئت، دوالا                  |
| ایر فرانس               | شارل دوگل پاریس                   |
| ASKY Airlines           | ننامدی آزیکیوه، دوالا، لومه-توکین |
| کام‌ایر-کو               | دوالا                             |
| CEIBA Intercontinental  | دوالا، مالابو                     |
| هواپیمایی مصر           | قاهره                             |
| هواپیمایی اتیوپی        | بوول                              |
| هواپیمایی پادشاهی مراکش | محمد پنجم                         |
| سودان ایرویز            | مالام آمینو کانو، خرطوم           |
| Tarco Air               | خرطوم                             |
| تومای ایر چاد           | فصلی: ملک عبدالعزیز               |
| ترکیش ایرلاینز          | آتاترک                            |

### باری
| شرکت‌های هواپیمایی | مقصدهای پروازی                     |
| ----------------- | ---------------------------------- |
| ایر فرانس         | قاهره، مرتلا محمد، شارل دوگل پاریس |
| کارگولوکس         | لوگزامبورگ - فیندل                 |
| EgyptAir Cargo    | قاهره                              |
| هواپیمایی اتحاد   | ابوظبی                             |
| هواپیمایی سعودی   | آل مکتوم، ملک عبدالعزیز، شارجه     |